# 吉村励
吉村 励（よしむら つとむ、1922年3月29日 - 2020年1月3日）は、日本の経済学者。大阪市立大学名誉教授。専門は、賃金論・労働運動・社会政策。

## 略歴
大阪商科大学卒、1948年副手、1949年大阪市立大学経済学部助手、講師、助教授、教授、1971年「現代の賃金問題」で、大阪市立大学より経済学博士の学位を取得。85年定年退官、名誉教授、奈良産業大学教授、97年退職。部落解放研究所労働部長。

## 著書
- 『ドイツ革命運動史 ワイマール体制下の階級闘争』青木文庫 1953
- 『現代の賃金理論 賃金論序説』日本評論新社 1961
- 『日本の賃金運動』ミネルヴァ書房 社会科学選書 1964
- 『職務給と横断賃率』日本評論社 1965
- 『現代の賃金問題 労働の格付けと横断賃率』ミネルヴァ書房 1968
- 『労働組合と戦線統一』三一書房 1972
- 『最低賃金制読本 最賃制の理論と運動の再構築』日本評論社 1978
- 『部落差別と労働問題』明石書店 1986

### 共編著
- 『日本の賃金問題』西村豁通共著 ミネルヴァ書房 社会科学選書 1960
- 『高齢化社会の社会政策』西村豁通共編 啓文社 社会政策学会研究大会社会政策叢書 1982
- 『「構造変動」と労働者・労働行政』前川嘉一ほか共編 啓文社 社会政策学会研究大会社会政策叢書 1984
- 『労働者世界を求めて』編 日本評論社 1985